# (3310) Patsy
(3310) Patsy (1984 WW; 1983 TC1; 1971 HO; 1948 YB; 1939 EC; 1939 CM; 1934 FB; 1931 TS2; 1930 MH) ist ein ungefähr 24 Kilometer großer Asteroid des äußeren Hauptgürtels, der am 9. September 1931 vom US-amerikanischen Astronomen Clyde Tombaugh am Lowell-Observatorium in Flagstaff, Coconino County in Arizona (IAU-Code 690) entdeckt wurde. Er gehört zur Eos-Familie, einer Gruppe von Asteroiden, die nach (221) Eos benannt ist.

## Benennung
Der Entdecker, Clyde Tombaugh, benannte den Asteroiden (3310) Patsy nach seiner Frau Patricia „Patsy“ Irene Tombaugh (geb. Edson; 1912–2012).